# بنو رمضان
بنو رمضان وهم أحد أمراء الأناضول الذين ظهروا خلال الفترة الثانية، أي اثناء انحلال دولة سلاجقة الروم. وهم من قبائل الغز التركيين تحكموا في منطقة تشوكوروفا وكانت عاصمتهم أضنة.
نجح بنو رمضان في سنة 1375 من تدمير مملكة أرمينيا الصغرى تحت راية المماليك وأصبحت أراضي المملكة نواة أراضي هذه الإمارة.
لعبت هذه الإمارة دوراً هاماً في العلاقة بين الدولة العثمانية والمماليك كونها تشكل منطقة عازلة بين الدولتين. وقد انضمت الامارة تحت ولاء السلطان سليم الأول في سنة 1515 وسمح لأمراء بنو رمضان ان يظل لهم الحكم الذاتي في اتفاقية ابرمت بين الأمير محمود ابن رمضان والذي أصبح جنرالا في جيش السلطان سليمان واستشهد في معركة الريدانية في مصر وبنو رمضان وجيشهم المبير الذي انضم إلى الجيش العثماني ساهمو في هزيمة المماليك. بقي أمراء بنو رمضان يديرون سنجق أضنة حتى عام 1608. لا تزال الأسرة بارزة في المجتمع التركي حتى يومنا هذا.

## قائمة الحكام
| 1353-1378 | الشيخ رمضان ابن يورغير اوغوز خان  | الشيخ رمضان ابن يورغير اوغوز خان  | الشيخ رمضان ابن يورغير اوغوز خان  | الشيخ رمضان ابن يورغير اوغوز خان  |
| 1378-1383 | صارم الدين إبراهيم بن رمضان       | صارم الدين إبراهيم بن رمضان       | صارم الدين إبراهيم بن رمضان       | صارم الدين إبراهيم بن رمضان       |
| 1383-1416 | شهاب الدين أحمد بن رمضان          | شهاب الدين أحمد بن رمضان          | شهاب الدين أحمد بن رمضان          | شهاب الدين أحمد بن رمضان          |
| 1416-1418 | صارم الدين بن أحمد                | صارم الدين بن أحمد                | صارم الدين بن أحمد                | صارم الدين بن أحمد                |
| 1418-1429 | عز الدين حمزة بن أحمد             | عز الدين حمزة بن أحمد             | عز الدين حمزة بن أحمد             | عز الدين حمزة بن أحمد             |
| 1429- ?   | محمد بن أحمد                      | محمد بن أحمد                      | محمد بن أحمد                      | محمد بن أحمد                      |
| ? - ?     | علق بن محمد                       | علق بن محمد                       | علق بن محمد                       | علق بن محمد                       |
| ? - ?     | دندار بن علق                      | دندار بن علق                      | دندار بن علق                      | دندار بن علق                      |
| ? -1485   | عمر بن إبراهيم بن محمد            | عمر بن إبراهيم بن محمد            | عمر بن إبراهيم بن محمد            | عمر بن إبراهيم بن محمد            |
| 1485-1510 | غرس الدين خليل بن داود بن إبراهيم | غرس الدين خليل بن داود بن إبراهيم | غرس الدين خليل بن داود بن إبراهيم | غرس الدين خليل بن داود بن إبراهيم |
| 1510-1516 | محمد بن داود                      | محمد بن داود                      | محمد بن داود                      | محمد بن داود                      |
| 1514-1516 | سليم بن عمر                       | سليم بن عمر                       | سليم بن عمر                       | سليم بن عمر                       |
| 1517-1520 | كوباد بن خليل                     | كوباد بن خليل                     | كوباد بن خليل                     | كوباد بن خليل                     |
| 1520-1568 | بيري محمد بن خليل                 | بيري محمد بن خليل                 | بيري محمد بن خليل                 | بيري محمد بن خليل                 |
| 1568-1569 | درويش بن بيري محمد                | درويش بن بيري محمد                | درويش بن بيري محمد                | درويش بن بيري محمد                |
| 1569-1589 | إبراهيم بن بيري محمد              | إبراهيم بن بيري محمد              | إبراهيم بن بيري محمد              | إبراهيم بن بيري محمد              |
| 1589-1594 | محمد بن إبراهيم                   | محمد بن إبراهيم                   | محمد بن إبراهيم                   | محمد بن إبراهيم                   |
| 1594-1608 | بيري محمد بن محمد                 | بيري محمد بن محمد                 | بيري محمد بن محمد                 | بيري محمد بن محمد                 |